# Tania Head
Alícia Esteve, més coneguda pel seu nom fals Tania Head, (Barcelona, 31 de juliol de 1973) és una barcelonina que es va fer passar per supervivent dels atemptats de l'11 de setembre de 2001.

## Història
Segons explicava, es trobava en el pis 78 de la torre sud del World Trade Center al moment exacte de l'explosió. L'engany va durar fins al 27 de setembre de 2007, quan el diari The New York Times va desvelar el frau. Posteriorment, La Vanguardia va descobrir la seva veritable identitat, així com l'origen de les seves ferides. Segons les recerques fetes pel mateix diari, arran de les declaracions de les seves amigues, les tenia abans del tràgic accident. Aquesta versió xoca frontalment amb l'explicació que va mantenir Alícia Esteve durant 6 anys.
Les dramàtiques vivències del fatídic dia, així com les nombroses intervencions en els mitjans de comunicació, la van portar a ser presidenta i directora de l'Associació de Supervivents dels atemptats del World Trade Center, que va cofundar amb Gerry Bogacz, fins a l'última setmana de setembre de 2007, quan es va destapar l'engany.
La cadena Cuatro de la televisió espanyola va emetre un documental sobre la història de Tania Head anomenat "11-S, Me lo inventé todo".

### Suposades vivències
Falsedats
- Deia que estava a les torres bessones en el moment de l'impacte.
- Deia que era filla de diplomàtics.
- Deia que el famós "home del mocador vermell" (que va salvar la vida a 18 persones abans de morir allí) li va apagar les flames de l'espatlla i li va salvar la vida.

Desmentits
- Deia que treballava en les oficines que Merrill Lynch tenia a la torre sud (desmentiment per l'empresa).
- Deia que aquest dia pensava casar-se amb el seu xicot, que va morir a la torre nord (desmentiment per la família del suposat xicot afirmant que mai havien sentit parlar de Tania i que la història és impossible).
- Deia que va estudiar a les universitats de Stanford i Harvard (desmentiment per tots dos centres).
- Deia que el seu braç va quedar malament després de l'atemptat contra les torres (desmentiment pels seus coneguts).

Sense confirmar
- Deia que va ser tractada en un hospital (no va confirmar quin).
- Deia que un home abans de morir li va donar el seu anell de casat perquè li lliurés a la seva dona.